# Leo Cuypers
Leo Cuypers (Heemstede, 1 december 1947 – Maastricht, 5 september 2017) was een Nederlands componist en pianist van jazz en geïmproviseerde muziek. Hij behoorde tot de school van de 'modern creative jazz'.

## Leven en werk
Cuypers speelde als kind al drums, om daarna op piano verder te gaan. Hij studeerde enkele jaren aan het conservatorium van Maastricht, maar was binnen de jazz grotendeels autodidact. In 1973, nog maar net 26 jaar oud, ontving hij de prestigieuze Wessel Ilcken Prijs.
In de jaren 70 was Cuypers de vaste pianist van het Willem Breuker Kollektief, waar hij begin jaren 80 uitstapte na een ruzie met Willem Breuker. Hij bleef echter daarna ook samenwerken met Breuker, met wie hij het platenlabel BVHaast oprichtte. Daarnaast speelde hij samen met onder meer Misha Mengelberg en Theo Loevendie. Voor verschillende projecten stelde hij eigen groepen samen. In 1974 voor het album Live in Shaffy met Piet Noordijk, Hans Dulfer en Breuker, de Johnny Rep Suite uit hetzelfde jaar (vernoemd naar de beroemde Ajacied) of zijn album Heavy Days are here again uit 1981 met Han Bennink, Arjen Gorter en Willem Breuker. De compositieopdracht Zeeland Suite voor septet werd in 1976 op het Festival voor Nieuwe Muziek Zeeland in Middelburg uitgevoerd (met Breuker, Bob Driessen, Gorter, Willem van Manen, Martin van Duynhoven, Harry Miller). Deze suite bestond uit negen delen, die op verschillende plaatsen in Zeeland uitgevoerd moesten worden. In 1984 verscheen het album Leo Cuypers Brull Band met Van Duynhoven, Van Manen en gitarist Jan Kuiper, die ook een compositie aanleverde. In 1987 werd Leo Cuypers uitgenodigd door galerie Bellemans om 10 jaar na de Zeeland Suite samen met de Zeeuwse componist Dies Le Duc een concert te geven. De VPRO verzorgde de opnamen en Roby Bellemans produceerde de CD. Het was de eerste Zeeuwse CD. Na vele jaren stilte verscheen in 1995 de solo-cd Songbook, gevuld met interpretaties van Cuypers' eigen composities. Hij schreef veel muziek voor muziektheater (De heilige Stefanus, Johnny Rep Suite, Jan Rap en zijn Maat). Na 1998 trad Cuypers niet meer op, vanwege gezondheidsredenen.

## Discografie (selectie)
- 1972 · Leo Cuypers
- 1972 · BIM
- 1974 · Live in Shaffy
- 1975 · Willem Breuker & Leo Cuypers Live in Shaffy (duoplaat met Willem Breuker)
- 1977 · Zeeland Suite
- 1977 · Jan Rap en z'n Maat
- 1978 · Superstars (duoplaat met Willem Breuker)
- 1980 · In Amsterdam
- 1981 · Heavy Days Are Here Again
- 1981 · Corners
- 1985 · Leo Cuypers' Brull Band
- 1988 · St.Juttemis Live, gastsolist Leo Cuypers
- 1995 · Songbook